# Gasterophilus
Gasterophilus ist eine Gattung der zu den Dasselfliegen zählenden Magendasseln. Die Larven der insgesamt neun Arten parasitieren im Magen von Tieren der Familie der Pferde, zu denen auch Zebras und Esel zählen. Entsprechend dem ursprünglichen Verbreitungsgebiet der Wildpferde kamen sie ursprünglich nur in der Paläarktis und der tropischen Region Afrikas vor. Mittlerweile sind sie aber durch Anpassung einiger Arten an Hauspferde weltweit verbreitet und haben eine erhebliche tiermedizinische Bedeutung als Parasiten. Die Erkrankung durch Larven wird als Gasterophilose bezeichnet.

## Morphologie
Die Imagines sind 10 bis 17 mm lang. Kopf, Thorax und Abdomen sind dicht beborstet. Die Mundwerkzeuge sind rudimentär. Die Larve 3 ist 1,5 bis 2 cm lang und fassförmig. Sie besitzen zwei Mundhaken.

## Lebenszyklus
Imagines leben nur 3 bis 5 Tage. Die Weibchen legen ihre Eier direkt auf die Haare von Lippe, Kinn, Backen und Vorderbeinen des Wirts, lediglich bei G. pecorum findet die Eiablage auf Gräsern statt. Nach 5 bis 8 Tagen schlüpfen die Larven und dringen in den Wirt ein. Sie wandern unter der Haut in den Mund des Wirts, G. nasalis auf der Schleimhautoberfläche in die Zwischenzahnräume. Im Magen oder Darm häuten sie sich zur zweiten und dritten Larve. Die gesamte Larvenentwicklung dauert etwa 11 Monate. Die ausgereiften Larven werden mit dem Kot ausgeschieden und verpuppen sich im Erdboden. Nach zwei bis fünf Wochen schlüpfen die Imagines und verpaaren sich unmittelbar danach. Sie nehmen keine Nahrung auf.

## Innere Systematik
Da die Vertreter auch innerartlich eine große morphologische Variation aufweisen, sind Fehlbestimmungen häufig. Gegenwärtig werden neun Arten unterschieden:
- Gasterophilus flavipes (Oliver, 1811)
- Gasterophilus haemorrhoidalis (Linnaeus, 1758)
- Gasterophilus inermis (Braurer, 1858)
- Gasterophilus intestinalis (De Geer, 1776)
- Gasterophilus meridionalis (Pillers & Evans, 1926)
- Gasterophilus nasalis (Linnaeus, 1758)
- Gasterophilus nigricornis (Loew, 1863)
- Gasterophilus pecorum (Fabricius, 1794)
- Gasterophilus ternicinctus (Gedoelst, 1912)

## Humanmedizin
Gasterophiluslarven sind im Menschen nicht entwicklungsfähig. Menschen gelten daher als Fehlwirte für Gasterophilus. Ein seltener Befall menschlicher Haut von jungen Gasterophiluslarven heißt Gasterophilosis cutis (lateinisch cutis = Haut). Es entsteht das Bild einer Larva migrans (englisch creeping disease, creeping eruption oder creeping myiasis). Gastromyiasis (altgriechisch γαστήρ gastér = Magen;  μυῖα myia = Fliege) ist der Befall des Magens mit Fliegenlarven.